# 王遵业
王遵业（？—528年5月17日），太原郡晋阳县（今山西省太原市）人，北魏镇东将军、金紫光禄大夫、中书令、长社伯王琼长子，北魏官员，太原王氏大房始祖。

## 生平
王遵业仪表清秀不俗，涉猎经史，担任著作佐郎，与司徒左长史崔鸿一起撰写起居注，升任右军将军，兼任散骑常侍。正光二年（521年）八月 ，王遵业前往驿舍宣旨慰问柔然可汗阿那瑰，并对他施以赏赐，王遵业于是前往代京，寻访采集遗失的文章，以增补起居注的缺漏。王遵业又与崔光、安丰王元延明等人参与制定表示官阶身份的服饰。到崔光为魏孝明帝元诩讲解《孝经》，王遵业参与讲解，他的弟弟王延业记录讲说的义理，都奉召作《释奠侍宴诗》。当时的人说：“英才济济，王家兄弟。”王遵业转任司徒左长史、黄门郎，监典仪注。
王遵业在当时有声誉，与中书令陈郡袁翻、尚书琅琊王诵都兼任黄门郎，号称三哲。当时政事归于门下省，世人称侍中、黄门为小宰相。而王遵业神态如常恬淡朴素，像隐居在田园之中。王遵业曾经穿着破头的鞋子，好事之徒多把新鞋子弄破来学他。灵太后临朝听政后，天下大乱，王遵业想谋求避乱的地方，自己要求做徐州刺史。灵太后说：“王诵免去幽州刺史才做黄门郞，你为什么想去徐州？再等一两年，将会给你好的安排。”王遵业兄弟都结交当时才德超卓的人，因而被当时的人赞美。尔朱荣进入洛阳时，王遵业兄弟正在为父亲守丧期间，因为母亲与魏孝庄帝元子攸的母亲李媛华是堂姐妹，相率奉迎魏孝庄帝，建义元年四月庚子（528年5月17日），王遵业兄弟都在河阴之变中被杀害。舆论惋惜王遵业兄弟这些人才的损失，而讥讽他们急于进取的心态。朝廷赠与王遵业并州刺史。王遵业著《三晋记》十卷。

## 其他
当初崔玄伯的父亲崔潜为他的哥哥崔浑所写的哀悼文章有亲笔草书本，延昌初年，王遵业在街市买书时遇见得到，他珍爱崔潜的真迹，严密的加以收藏。
京兆王元愉时常召集文人宋世景、李神俊、祖莹、邢晏、王遵业、张始均等人一起饮宴欢乐。
王遵业与两位表兄弟尚书郎卢观、通直散骑侍郎李瑾一起主管礼仪制度。临淮王元彧对他们三人说：“你们三位俊杰共同主管皇帝的礼仪，可以说是舅甥之国。”
灵太后重新听政后，徐纥受到宠信，王遵业和王诵虽然都是文学名士，也不免替徐纥执笔记录，请求徐纥口授指点。

## 禁婚家
唐朝显庆四年（659年），唐高宗下诏禁止包括王遵业兄弟四人后裔在内的七姓十家自己做主互相通婚。

## 家族

### 父母
- 王琼，北魏镇东将军、金紫光禄大夫、中书令、长社伯
- 陇西李氏，北魏镇北将军、敦煌宣公李宝孙女[3][5][6]

### 兄弟姐妹
- 王广业，北魏太尉祭酒、太尉属、太中大夫
- 王延业，北魏中书郎
- 王季和，北魏书侍御史、并州大中正
- 王嫔，魏孝文帝妃嫔
- 王氏，嫁卢道亮

### 夫人
- 陇西李氏，北魏抚军将军、秦州刺史李彦之女[25]

### 子女
- 王长明
- 王松年，北齐散骑常侍、黄门侍郎、御史中丞
- 王安喜
- 王士逸，北齐太子家令、胶州长史[26]
- 王氏，嫁卢士游[27]
- 王氏，嫁李士英[28]